# Cephalocarpus
Cephalocarpus Nees  é um género botânico pertencente à família Cyperaceae.

## Espécies
| - Cephalocarpus clarkei - Cephalocarpus comatus - Cephalocarpus confertus - Cephalocarpus dracaenula - Cephalocarpus humilis - Cephalocarpus lineariifolius | - Cephalocarpus longibracteatus - Cephalocarpus maguirei - Cephalocarpus obovoideus - Cephalocarpus polyphyllus - Cephalocarpus rigidus - Cephalocarpus steyermarkii |